# Sao Paulo WCT 1975
Il Sao Paulo WCT 1975 è stato un torneo di tennis giocato sul sintetico indoor. È stata la 2ª edizione del torneo che fa parte del World Championship Tennis 1975. Si è giocato a San Paolo in Brasile dal 10 al 16 marzo 1975.

## Campioni

### Singolare maschile
Rod Laver ha battuto in finale  Charlie Pasarell con il punteggio di 6–4, 6–4

### Doppio maschile
Ross Case /  Geoff Masters hanno battuto in finale  Brian Gottfried /  Raúl Ramírez con il punteggio di 6–7, 7–6, 7–6